# Hisaro-Ałaj
Hisaro-Ałaj – system górski w Azji Centralnej, na terytorium Tadżykistanu, Kirgistanu, Uzbekistanu i Chin. Rozciąga się na długości ok. 900 km i obejmuje mniejsze pasma górskie, m.in. Ałaj, Góry Hisarskie, Góry Turkiestańskie i Góry Zarafszańskie. Występują tam złoża węgla, ropy naftowej i rud metali. Popularny region turystyczny; głównie alpinizm.